# Tułubajewo (Baszkortostan)
Tułubajewo (ros. Тулубаево) – wieś (dieriewnia) w Rosji, w Baszkortostanie, w rejonie biżbulackim. W 2010 liczyła 319 mieszkańców.